# La extraña dama
La extraña dama fue una telenovela argentina emitida durante el año 1989 por Canal 9 Libertad. Protagonizada por Luisa Kuliok y Jorge Martínez. Coprotagonizada por Gustavo Garzón, Raúl Rizzo, Mónica Santibañez (en el rol de la dulce Sor BeatrizLita Soriano y Tincho Zabala. Antagonizada por la primera actriz María Rosa Gallo en el rol de la terrible y malvada Sor Paulina. También, contó con las actuaciones especiales de Aldo Barbero y la primera actriz Ana María Campoy. Y las participaciones de Marta Albertini, Alfredo Iglesias, Néstor Hugo Rivas y Dora Prince como actores invitados. Es una historia original de Lucy Gallardo que fue publicada por primera vez en toda Hispanoamérica en la exitosa revista Lágrimas, risas y amor.

## Trama
Gina Falconi y Marcelo Ricciardi se aman, sin embargo el destino y el hermano de ella que no aprueba la unión terminarán separándolos. Marcelo no sabe que Gina espera un hijo suyo y se casa con Elsa en un matrimonio arreglado por su padre. Oculta en un convento Gina da a luz una hija y le pone de nombre Fiamma. Sin embargo, la Madre Superiora le sugiere entregarle la niña al padre y Gina en medio de su delirio febril, acepta. Marcelo se casa y luego de recuperarse de una pulmonía, Gina se retira a otro convento en donde profesa con el nombre de Sor Piedad.
Años más tarde, Gina sabrá del paradero de su hija y de Marcelo, ahora viudo y con otra hija llamada Virginia. Entonces se convertirá en la extraña dama, una misteriosa mujer que al terminar cada jornada deja los hábitos para acudir junto a su hija y al hombre que nunca ha dejado de amar…

## Elenco[3]
- Luisa Kuliok: Gina Falcone/Sor Piedad/Baronesa Manfredi
- Jorge Martínez: Marcelo Richiardi
- María Rosa Gallo: Sor Paulina
- Ana Maria Campoy: Valeria Uboldi
- Gustavo Garzon: Carlos Uboldi
- Raúl Rizzo: Pedro Guillon
- Andrea Barbieri: Fiamma Richiardi Parresi (Falcone) de Guillon
- Mónica Santibáñez: Sor Beatriz
- Hilda Bernard: Sor Sacramento
- Aldo Barbero: Doménico Falcone
- Tincho Zabala: Tomas Parresi
- Marta Albertini: Elsa Parresi de Ricciardi
- Alfredo Iglesias: Don Esteban Linares
- Néstor Hugo Rivas: Roberto Parresi
- Gabriel Corrado: Aldo Guillon
- Margarita Ros: Virginia Ricciardi Parresi de Uboldi
- Marisel Antonione: Diana
- Perla Santalla: Sor Caridad
- Raul Aubel: Monseñor Tredini
- Mabel Pessen: Sor Catalina
- Raul Rossi: Cardenal Capetto
- Juan Carlos Galvan: Don Estier
- Leopoldo Verona: Canciller
- Tony Vilas: Dr. Pablo Nicoli
- Dora Prince: Carmen Falconi
- Lita Soriano: Gertrudis
- Adriana Alcock: Hilda
- Berta Castelar: Sor Celina
- Hugo Castro: Luciano
- Ivo Cutzarida: Alberto
- Alejandra Darin: Susana Nicoli
- Deborah Warren: Anette
- Adolfo Yanelli: Miguel
- Ivonne Fournery: Sor Angélica
- Liria Marín: Margaret
- Ivanna Rossi: Marie
- Patricia Rozas: Sor Irene
- Viviana Sáez: Loreta
- Andrea Tenuta: Victoria
- Patricia Echegoyen: Noel
- Joaquin Piñon: Padre Felipe

## Premios
La extraña dama obtuvo cuatro Premios Martín Fierro 1989, entre los que figura el de mejor telenovela de ese año.
| Año  | Premios               | Categoría                       | Nominados       | Resultado |
| ---- | --------------------- | ------------------------------- | --------------- | --------- |
| 1989 | Premios Martín Fierro | Mejor telenovela/ficción diaria | La extraña dama | Ganadora  |
|      |                       |                                 |                 |           |
|      |                       |                                 |                 |           |

- Datos: Q959182